# スーパーロボット大戦D
『スーパーロボット大戦D』（スーパーロボットたいせんディー）は、2003年8月8日にバンプレストから発売されたゲームボーイアドバンス用のシミュレーションRPG。
SDで表現されたロボットたちが競演するクロスオーバー作品「スーパーロボット大戦シリーズ」の一つ。ゲームボーイアドバンスで発売された同シリーズの4作目に当たる。
本作の設定は、『第2次スーパーロボット大戦OG』以降の「スーパーロボット大戦OGシリーズ」にも登場している。以下、同シリーズについて記載する際「第2次OG」「OGシリーズ」などと略表記し、別途記載する。

## あらすじ
早乙女博士の起こした事件によって、世界が荒廃してから13年後。
フェリオ・ラドクリフ博士とその息子・ジョッシュ、娘・リムの兄妹は、研究員達と共に南極の古代遺跡「ファブラ・フォレース」を調査していたが、遺跡最深部の次元の扉から異次元からの侵略者「ルイーナ」が出現。そして地球は謎の黒いフィールドに覆われ、断絶状態となる。
その頃宇宙では、ネオ・ジオンのアクシズ地球落下作戦が行われようとしていたが、その最中に地球が「消滅」してしまう。これにより混乱した事態の収拾を図るため、ネオ・ジオンのシャア・アズナブル、OZのトレーズ・クシュリナーダやレディ・アン、マクロス7艦隊のマクシミリアン・ジーナス、リガ・ミリティアの神隼人らは宇宙と地上の異なる場所でそれぞれ同盟を結ぶ。
遺跡での事故の際、空間を飛び越え吹き飛ばされたジョッシュとリムは味方勢力に保護され、彼等と共にその原因に立ち向かうことになる。

## 登場作品

### 一覧
★マークはシリーズ初参戦作品。
- ★メガゾーン23
- ★THE ビッグオー
- 機動戦士Ζガンダム
- 機動戦士ガンダムΖΖ
- 機動戦士ガンダム 逆襲のシャア
- 機動戦士Vガンダム
- 新機動戦記ガンダムW
- マジンガーZ
- グレートマジンガー
- UFOロボ グレンダイザー
- ★真(チェンジ!!)ゲッターロボ 世界最後の日
- ★未来ロボ ダルタニアス
- 六神合体ゴッドマーズ
- ★マクロス7
- バンプレストオリジナル

### 解説
初登場は『真(チェンジ!!)ゲッターロボ 世界最後の日』、『マクロス7』、『未来ロボ ダルタニアス』、『メガゾーン23』、『THE ビッグオー』の5作品。その他OVA『六神合体ゴッドマーズ 十七歳の伝説』からOVA版デザインのガイヤーとゴッドマーズが登場。
『メガゾーン23』は2作目までの要素が登場するが、キャラクターデザインは1作目のものを採用する。
新規作品のうち、世界観が特殊な『メガゾーン23』はプロデューサーの寺田貴信が「スパロボに出すに当たって一番制限を受けてしまった作品」と称するなど、特に扱いが難しかったという。また『THE ビッグオー』『マクロス7』なども原作をアレンジしてストーリーに組み込んでいるが、ゲーム中での説明では限界があるため、世界観を再現しきれていない作品が多かったとコメントしている。

### パッケージ登場機体
- V2アサルトバスターガンダム（機動戦士Vガンダム）
- エール・シュヴァリアー（バンプレストオリジナル）
- ガーランド（メガゾーン23）
- ゲッター1（真(チェンジ!!)ゲッターロボ 世界最後の日）
- ゴッドマーズ（六神合体ゴッドマーズ）
- ダルタニアス（未来ロボ ダルタニアス）
- ビッグ・オー（THE ビッグオー）
- VF-19改 ファイアーバルキリー（マクロス7）

## システム
ここでは、本作特有のシステムや新規追加・変更されたシステムについて解説する。シリーズ共通のシステムについてはスーパーロボット大戦シリーズのシステムを参照。
本作のシステムは前作『R』のものを基本的に踏襲する。どこでもセーブや『OG』で導入されたボタン操作の左集中など、携帯機に特化したシステムを持つ。さらに会話の巻き戻しや会話デモ自体のスキップ機能を実装した。
本作では新たにミニゲーム「ツメスパロボ」が搭載された（詳細は後述）ほか、強化パーツの売却や主人公機の武器名変更（漢字は使えない）、特殊効果武器の追加が行われた。『OG』以来の「出撃準備」も健在である。さらには、最大まで強化したユニットにボーナスとしてさらなる強化を付加する「フル改造ボーナス」がGBAのシリーズ作品で初めて実装された。
コンボ
一直線に並んだ敵をまとめて攻撃できる武器。使用するにはパイロットが特殊技能「コンボ」を持っていることが条件で、技能レベルが高いほど一度に多くの敵を攻撃できる。
ボーナスポイント
ボーナスポイント（BP）はαシリーズなどのPPとは違い、1レベルアップにつき1ポイント与えられるもので、格闘、射撃、防御、技量、回避、命中に振り分けることでパイロット能力を強化することができる。能力の合計ではなく投入した合計側に上限があり、各能力ごとに最大255ポイントまで振り分け可能である。
スキルパーツ
パイロットに装備する強化パーツ。パイロット能力を底上げするもの（射撃能力+10、精神力+20など）とパイロット技能を付加するもの（カウンター、ヒット&アウェイなど）とがあり、ユニット同様パイロットごとに最大装備スロット数の差異がある。
特殊効果武器
『OG』で登場した要素。武器の換装ができない本作では強化パーツの扱いとなる。
また、新たに追加効果のある武器が登場。マジンガーZのルストハリケーンなど一部の武器が追加効果を持っており、普通の武器同様に改造が可能でありながら特殊効果武器と同じ効果を発揮することができる。
なお、原作再現の都合上、マクロス7系の一部機体は、特殊効果武器が装備できない。
全滅プレイ
『R』までは、ゲームオーバーになる前にクイックセーブを行っていた場合はタイトルへ戻されるが、本作からはクイックセーブしても全滅プレイが出来るようになった。レベル（精神コマンド・経験値）とそれまで稼いだ資金、総ターン数を引き継ぐ。
ツメスパロボ
本作で新しく加わった要素。スーパーロボット大戦のルールで詰め将棋感覚のゲームを行う。MAP毎に決まったクリア条件があり、これを満たせば賞品（強化パーツや賞金など）がもらえる。ゲームが進むにつれてMAPが追加されていく。次回作『J』にも実装された。
なお、精神コマンド「ひらめき」を使わない限り命中率は100%で、切り払いや分身・クリティカルなどの確率要素は発生しない（バリアは発生する）。
周回引き継ぎ
『R』同様、最終話終了時点で所持している資金とユニットの改造段階、フル改造ボーナス、パイロットの残りBPと使用状況が記憶される。なお、改造上限は一回クリアするごとに上昇、最大20段階まで増加する。また、2周目以降奇数周で1段階ずつ敵の改造段階も上がっていくため、周回を重ねるほど難易度が上昇する。
戦艦搭載時の回復
特定のユニットで弾数1かつその武器を使用すると他の形態に強制的に変化する機体は、変化後に戦艦に搭載すると1ターンで前の形態に戻りHP、EN、弾数が全回復する。

### 原作設定を再現したシステム
歌（マクロス7）
味方に使用すると能力アップの効果を、「プロトデビルン」技能を持つ敵には貫通ダメージを与える。歌の攻撃力や能力上昇効果はレベルによって上昇し、歌の使用には「歌EN」を消費し、ダメージ計算には能力値「歌魂」を反映する。歌による能力上昇は各能力ごとに+255まで（前述のBPによる強化上限値と同値であるが、効果は重複しない）。
六神合体（六神合体ゴッドマーズ）
ガイヤーのHPが50%以下(撃墜時含む)になると、自動で五神ロボが召喚され、ゴッドマーズとなる能力。特殊能力には記載されない。ストーリーが進むと最初からゴッドマーズで出撃することができるようになり、武装「六神アタック」が追加される。
なお、条件を満たした場合に入手できるOVA版デザインのゴッドマーズはマーグの気力が120にならないと六神合体できず、「六神アタック」もない。
反陽子爆弾（六神合体ゴッドマーズ）
ゴッドマーズが撃墜されると、機体に内蔵された反陽子爆弾が爆発してゲームオーバーになる。
なお、特定の条件下でのみ、反陽子爆弾の起爆条件を取り除くイベントが起こる。
変形（メガゾーン23）
『メガゾーン23』の主役ロボット・ガーランドは宇宙空間では搭乗者の矢作省吾が剥き出しになってしまうため、マニューバクラフト（バイク）形態に変形出来ない。なお、ガーランド登場以後は大気の無い月面ステージが登場しない。また、戦闘デモ画面では強化パーツでの武装（「エナジーテイカー」など）や「トラッシュ」での戦闘以外は変形して戦闘を行う。

## オリジナルキャラクター
主人公は男女二人から選択可能。声優は『第2次OG』にて初めて設定された。
なお、本作の時点ではオリジナルのBGMの名称が不明であったが、『第2次OG』に本作のキャラクターが登場するにあたり名称が判明した。

### リ・テクノロジスト
通称リ・テク。南極で発見された謎の遺跡の発掘と研究に従事する科学者集団。ドクトル・クリフやフェリオ・ラドクリフなどは典型的なリ・テクである。その古さにもかかわらず、なんら歴史的発見の得られない南極遺跡にいまだ執着しているという点から、世間では冷淡な目で見られることが多いようだ。インベーダーに対する自衛のため機動兵器のパイロットを雇い入れているほか、遺跡から得られた技術を応用した機動兵器の独自開発までも行っていた。
フェリオ・ラドクリフがファブラ・フォレースの封印を解放したことで、宇宙規模の混乱を招いた上に大勢の犠牲者を出してしまった。ただし、同時にアクシズ落としを阻止して結果的に地球を救ってもいる。
「OGシリーズ」では南極のマザー・ベースを拠点とする科学者集団。南極遺跡の存在を秘匿しその研究に取り組んでいたが、資金難から機動兵器の売り込みをせざるを得なくなった。ルイーナの発生がきっかけで離散状態となり、封印戦争後全ての研究資料は連邦軍に接収された。
ジョシュア・ラドクリフ
声：中村悠一
男主人公。18歳。愛称は「ジョッシュ」。以前は南極で義妹のリムと父親のフェリオと共に暮らしていた。リムの人格が2つに分かれた原因が、数年前フェリオの行った実験にあると知ったことをきっかけに、リムを連れて南極の遺跡を出る。当初は流されるままにリガ・ミリティアなどで戦っていたが、のちにフェリオがルイーナの出現の原因と知って罪の意識を抱きながら戦っている節があった。フェリオには愛憎入り混じった複雑な感情を抱いており（反抗期的な一面も窺えるが）、EDにて少年時代に父親に褒められるのが嬉しかったこと、家族を守るために戦いに身を投じたことを回想している。
戦いの中、グラキエースと意識を共有し、彼女を救うこと、そして彼女の居場所を守ることが彼の戦う意味へとなっていく。EDにおいてもグラキエースの運命を受け入れ、共に過ごす道を選ぶ。
いつも無愛想な表情をしているが、年齢以上に落ち着いており、面倒見が良く責任感も強い性格である。しかし、かつてはグレていた時期もあったと発言している。ギュネイ・ガスや剣鉄也と友人になっていく。分の悪い賭けはしないと公言しているが、その割には危険な行動を取ることも多い。
リム編ではウェントスを仲間にした場合は重傷を負って戦線離脱、戦えない自分の代わりとしてウェントスに愛機のシュンパティアを託す（ウェントスのことは完全に信用していたわけではないようだ）。
専用BGMは「Desire」、「Drumfire」。
第2次OG
教導隊への出向者として登場。マザー・ベース防衛の必要上、有人機やアインストとの戦闘経験もある。グラキエースとの共鳴を境に存在の変質が始まっており、緩やかながらメリオルエッセへと変異しつつある。封印戦争後はクロスゲート調査チームへの参加を希望した。

クリアーナ・リムスカヤ
声：桑島法子
女主人公。17歳。愛称は「リム」。以前は南極で義兄のジョッシュと父親と共に暮らしていた。一つの肉体に二つの魂が同居している状態にあり、戦闘で出現する勝気な人格が「リアナ」、日常生活で出現するおっとりとした人格が「クリス」。二人はお互いの人格を認識し合っている。説明が面倒なため、周囲には多重人格ということで通している。なお、その体が元々どちらの人格のものであったのかは不明で、本人の記憶もあやふやでよくわからないとのこと。
ジョッシュがギュネイ・ガスと友人になるのに対してクェス・パラヤと仲良くなる。グラキエースに対しては強い信頼を寄せており、ジョッシュ編で彼女が仲間になった際は自分から自機のシュンパティアをファービュラリスに移植することをグラキエースに勧める（グラキエースもリムのその心意気には感じるものがあったらしく、彼女に「役に立てるかはわからない」としながらも礼を言っている）。
味音痴で、リムの淹れるココアは非常に濃い味になる。おにぎりにチョコやイチゴジャムを入れて食べるのが好き。
専用BGMは「Duologue」、「Duet」。
第2次OG
ジョッシュの付き添いで教導隊へ出向する。南極暮らしが長いため外の景色を眺めることを好む。二つの人格の件についてはクリスの人格が消滅するその時まで秘密にされていた。本来の人格はクリスの方であり、リアナの人格は彼女が幼い頃にシュンパティアの実験で発生した後天性のものである。当初は解離性同一性障害を疑われていたが、互いに会話を交わし存在を認識しあっていることなどから、真の意味での二重人格として認識されるようになった。
ルイーナの指揮官であるメリオルエッセとほぼ同質の存在であるとされ、違うのは肉体が完全であることと、クリスという本来の魂が存在していたことのみ。本来ならば「破滅の王」に乗っ取られたフェリオ同様の状態になるはずだったが、元の魂と呼び寄せられた魂が並存する状態となっていた。
しかしその状態で時間が経つと、存在が同調したメリオルエッセの方に引きずられて変質し、フェリオ同様本来の魂が喰われて消え、呼び寄せられた魂に乗っ取られる。『D』ではこれを乗り切り人格交代の制御不全で済んだが、『第2次OG』では終盤でクリスの人格がリムの体から消滅して、リアナのみが残ってしまうことになる。さらに、「破滅の王」によれば、リアナの方は魂をシュンパティアに依存している「偽りの存在」であるため、いずれはメリオルエッセ同様消滅することになるらしい。ペルフェクティオを倒した後、ウェントスがクロスゲートを封印する時消滅したと思われていたクリスがウェントスの中に存在し、クリスはウェントスと共にクロスゲートへ突入する。

フェリオ・ラドクリフ
ジョッシュの父親で、リムの義父。45歳。
南極遺跡で事故を引き起こしてしまい、開いたファブラ・フォレースから現れたペルフェクティオに憑依されたため、フェリオ・ラドクリフとしての人格は死亡した（正確には「破滅の王」に乗っ取られて変質した）。間接的ではあるがアクシズ落としを阻止して地球を救ったことになる。
第2次OG
基本的な設定は『D』と同じだが、遺跡調査のためにアルテウルの援助を受け、彼の意見を取り入れてシュンパティアを改良した。この行為が後にペルフェクティオの器となったことに繋がっている。また、親交のあったエリック・ワンにはNVユニットの開発を依頼し、同時にジョッシュに宛てたメッセージも託していた。また、結果的にシュンパティアの実験台としてしまったリムのことも気にかけており、天涯孤独の彼女を養女として引き取っている。

クリフォード・ガイギャクス
リ・テクのメンバーである天才的科学者。愛称はドクトル、クリフ。32歳。10年ほど前から遺跡の研究と調査に従事している。ジョッシュ達の乗機や後継機の設計・開発もクリフの手によるもの。徹底的な合理主義者であるため、それが災いして他人に対しては配慮の欠ける言動をとることもある。ただし基本的には面倒見のよい性格であり、付き合いの古いジョッシュやリムには兄のように慕われている。なおゲーム上のグラフィックではわからないが眼鏡を着用しており、おでこにひっかけている。
第2次OG
合理主義的な面は見られず、ごく普通の性格である。EOTI機関やテスラ・ライヒ研究所からも誘いが来ていた人物だったが、前者はキナ臭さを、後者は安定していることを理由に勧誘を断り、南極遺跡のロマンに惹かれてリ・テクに参加した。

### ルイーナ
南極で発見された謎の遺跡から出現した異次元のエネルギー生命体が生み出した勢力。人間体のベースはフェリオ・ラドクリフの肉体。本来は意志や肉体を持たず、「破滅」のみを求めるエネルギー生命体であるが、フェリオの体を取り込んだことによって擬似的に構築された意識を持つようになった。「メリオルエッセ（上位存在）」と呼ばれる指揮官を擁する。破滅の王と呼ばれる存在をこの宇宙へ呼び入れることを目的として活動する。名称のルイーナ（Ruina）とは「破滅」、もしくは「廃墟」や「遺跡」を意味するラテン語。
共通BGMは「Devastator」。
アクイラ
声：高塚正也
ルイーナの戦闘指揮官の一人。褐色の肌でスキンヘッドの巨漢。強い闘争心を持ち、「破滅の王」によって自らも滅ぼされようとも、その瞬間まで戦い続けることが自分が生きている証と言い切る。乗機は「フォルティス・アーラ」。
アクイラ（Aquila）はラテン語で「鷹」を意味する。
イグニス
声：竹内良太
ルイーナの戦闘指揮官の一人。紫色の肌を持つ男性型メリオルエッセで和風のコスチュームを纏う。獰猛で攻撃的な性格をしており、何かと豪快に笑う。同時に生み出されたグラキエースと仲が良い。そのため死の間際、ジョッシュとグラキエースに見取られる中で、彼女の異変の原因であるジョッシュを憎むようになる。最終的にはそれが祟り、撃墜されてジョッシュと対面、自身が彼に抱いていたのが「憎しみ」であることを知らされ、ペルフェクティオによって消滅させられた。『D』においては兜剣造博士を殺したのは彼になっているため兜甲児と剣鉄也との因縁が深い。乗機は「インペトゥス」。
イグニス（Ignis）はラテン語で「炎」を意味する。
グラキエース
声：小松由佳
ルイーナの戦闘指揮官の一人。女性型のメリオルエッセで、「破滅の導き手」と名乗ることがある。イグニスとジョッシュは親しみを込めて彼女を「ラキ」と呼ぶ。乗機は「ファービュラリス」。
『D』ではジョッシュが主人公の場合のみ仲間になるが、『第2次OG』では必ず自軍参入する。味方時は髪を下ろし、化粧らしきものも落とすため雰囲気が変化する。コスチュームも敵時は和風の着物のような服だが、味方になると桃色のトップスらしき衣装を身につける。クールな外見に反してかなりの世間知らずであり、経験がなかったために食事などにも手間取っている。
ジョッシュと意識を共有してしまい、紆余曲折を経て彼と共に戦うようになる。ジョッシュと共に戦う内に感情が芽生え、彼と共に居たいと生を渇望するようになる。しかし戦後、彼女に待ち受けていた運命は余命3年という過酷な現実であった。彼女はそれを知らぬまま、ジョッシュと共に旅立つ。
グラキエース（Glacies）はラテン語で「氷」を意味する。
『D』では味方時のBGMはジョッシュと同じ「Desire」だが、『第2次OG』では味方時の専用BGM「Destine」が追加された。
ウェントス
声：野島健児
ルイーナの一人だが戦闘指揮官ではない。『D』ではリムを主人公に選んだ場合に登場し、プレイ次第で仲間にすることが可能。リムは彼を「ウェン」と呼ぶことがある。感情らしきものを備えていたせいか、ルイーナ幹部の中では失敗作と呼ばれており、見下されていて扱いが悪い。そのかわり、負の感情を最も効率よく収集し“破滅の王”に送ることができる特性を持つ。乗機は「ストゥディウム」。
無垢で無抵抗な性質だが、リムとの出会いで少しずつ変化していく。人間の生活に触れたことがないせいかリムの味オンチに適応してしまっている。なお、ジョッシュが主人公の場合は姿を現すことはないが、彼がジョッシュとグラキエースを救う描写がある。グラキエースと違い、彼は自身の余命のことをエンディングで知るが、悲観したりすることはなくそれをただ受け入れていた。
『第2次OG』ではグラキエースと共に必ず自軍参入するが、負のエネルギーがペルフェクティオとして現界するための門であるクロスゲートを封印するため、クリスと共にクロスゲートに突入する。余命の件については特に言及されていない。
ウェントス（Ventos）はラテン語で「風」を意味する。
グラキエース同様、『D』では味方時のBGMはリムと同じ「Duologue」だが、『第2次OG』では味方時の専用BGM「Deliverer」が追加された。
コンターギオ
声：島田敏
ルイーナの戦闘指揮官の一人。体形は人間に近いが、緑色の肌でトカゲのような容貌を持つ。頭頂部から髪の束がポニーテールのように伸びている。極めて冷酷かつ残忍であり、仲間はおろか自らの死さえも破滅の王ための一部としか見ていない。ルイーナの兵器の生産を担当する。乗機は「ウィオラーケウム」。
コンターギオ（Contagio）はラテン語で「感染」を意味する。
ウンブラ
声：牛田裕子
ルイーナの戦闘指揮官の一人であり、メリオルエッセのリーダー的な存在。顔グラフィックではフードを被った奥に三つの目が光っていることしか見えないが、設定画や『第2次OG』の立ち絵では紫色の部分がターバン、グリーンの部分がベールになっており、腰の曲がった奇怪な風貌をしている。実は女性（戦闘時のセリフに現われている他、『第2次OG』ではタスクやイルムが直感的に感じ取っている。なお『第2次OG』ではボイスに強いエフェクトが掛けられ、声質からは性別を判別できなくされている）。乗機は「プリスクス・ノクス」。『D』では南極での戦闘の際、副主人公（ジョッシュまたはリムの主人公として選択しない方）に全治1ヶ月の重傷を負わせる。感情の起伏は少ないが、他のルイーナと同様に残虐で血や破壊を愛する。
メリオルエッセの中では唯一『OGDP』にも登場、地上に上がったばかりのシュウ一行と交戦している。
ウンブラ（Umbra）はラテン語で「影」を意味する。
ペルフェクティオ
声：関俊彦
ファブラ・フォレースより現れた「破滅の王」と呼ばれる存在が、フェリオ・ラドクリフの精神を消滅させその肉体を乗っ取った姿。他のメリオルエッセが何らかの要素を象徴した名前であるのに対し、その名（Perfectio）はラテン語で「完全」を意味する。外見はジョッシュによく似た同年齢の若者の姿である。乗機は「ファートゥム」。
『D』では最終ステージのみの登場だが、それ以前から断片的に存在は語られていた。
「破滅の王」本体は事実上不死身の存在であり、乗機であるファートゥムを破壊されても本体には何の影響もなく復活していた。ブルー・スウェアも、熱気バサラとイヴの歌で一時的に負の波動を無効化し、ファートゥムを破壊して戦闘力を奪った上で、トレーズの特攻によりペルフェクティオを一時押しとどめ、負のエネルギーがペルフェクティオとして現界するための門であるファブラ・フォレースを一斉攻撃で破壊し、現出そのものを不可能とすることでようやく事態を収拾している。『第2次OG』ではイルイ・ガンエデンの念が協力したことで一時的に回復能力が失われ、鋼龍戦隊がファートゥムを破壊して戦闘力を奪った後、ウェントスがクロスゲートを封印することで本体の現出を阻止し、消滅した。
本来「破滅の王」は、遍く世界の死と滅びを糧として存在するとともに無限に増大していく破壊エントロピーそのものであり、意志も自我もない。「ペルフェクティオ」とは、フェリオの体を乗っ取った際、その意識が「破滅の王」に影響を与えた結果構築された疑似意識の名であり、ファートゥムと共に「破滅の王」の力を再現する媒体であるため、本来このような現れ方はしない。無限に増殖する並行世界を消滅させ続ける、いわば死という現象が具現化したものと言える存在であり、ペルフェクティオ自身が語るように破滅そのものが本質で、滅ぼすことは事実上不可能。ただし、「破滅の王」自体は独力で次元の壁を超えることが出来ず、ファブラ・フォレースやクロスゲートなどの「次元を繋ぐ門」が開いた際にそこを通じてのみ世界に現れることが出来る。
専用BGMは「Despair」、「Destinies(Ver.OGII)」。「Despair」はラテン語で「絶望」を意味する。これらのBGMはこれまでのOGシリーズでは必ず優先されるレーツェル専用BGM「Trombe!」よりも優先度が高い。

## オリジナルメカ

### リ・テクノロジスト（メカ）

#### 採用技術
レース・アルカーナ
クリフォード・ガイギャクスが作成した動力源。ラテン語で「神秘・謎」を意味する。ルイーナの機体にも似たものが搭載されている。
スーパーロボット大戦K
『D』のソフトを挿した状態でゲームを開始した場合、ボーナスパーツとして「レースアルカーナ」がもらえる。能力はビームコート、分身、HP回復の付加。
第2次OG
南極遺跡から発掘された動力装置。人間がいなければ作動しない特性を持ち、試験的にエール・シュヴァリアーとブランシュネージュに搭載されている。2基存在し、エール・シュヴァリアー用のレース・アルカーナは「01」、ブランシュネージュの物は「02」。
スーパーロボット大戦OG ムーン・デュエラーズ（以下「OGMD」）
フューリーが使用しているオルゴン・エクストラクターを簡易化したものと判明。フューリーの騎士達からはまがい物と揶揄されることになる。
シュンパティア
クリフォード・ガイギャクスが作成した特殊なインターフェース。「シュンパティア」は「精神」を意味するラテン語。機体の制御に用いられ、また、なんらかの条件が一致した場合にシュンパティアを搭載している機体のパイロット同士で意識を共有してしまうことがある。ジョッシュとグラキエースやリムとウェントスはこれによって意識を共有することになった。
シュンパティアは本来特定のパイロット専用に作られるらしく、他人では使用できないようだが、ウェントスはジョッシュのものを、グラキエースはリムのものを使用することができた。ファブラ・フォレースでの戦いではシュンパティアによってレース・アルカーナの出力が上がったこともあった。
第2次OG
南極遺跡から発見された機械。人の精神に反応するが、最初に接触した者にしか扱えない特性がある。3基が存在し、リムのものが「01」、フェリオのものが「02」、ジョッシュのものが「03」。
本来の役割は異次元の扉（クロスゲート）を開くための「鍵」の一種であるが、不完全であり、向こうからこちらへ呼び寄せることしか出来ない。メリオルエッセの面々は、この作用によって呼び寄せた魂に器が与えられた存在であり、これはリアナも同様。
OGMD
フューリーのサイトロン・コントロールを簡易化したものであることが判明。こちらもまがい物として揶揄される羽目になる。

ウェポン・ボックス・ハンガー
エール・シュヴァリアーとブランシュネージュの追加武装を搭載した大型ユニット。「WBH」とも略される。対応する機体をドッキングさせることで本来の性能を発揮するが、ユニット単独での運用も事実上は可能。
NVユニット
『第2次OG』に登場する、将来的な危機（ルイーナ）の対抗策としてフェリオ教授が考案した機動兵器。WBH「ジェアン・エール」「エクセルシオ・アルスノーヴァ」、そして「フォルテギガス」のこと。設計はクリフが担当し、それをフェリオから託されたエリック・ワン博士の手により、ガイアセイバーズの基地のひとつ「トーチカ8」において建造が進められていた。ガイアセイバーズは2機をドッキングではなく単機運用させることを目論んでいたが、鋼龍戦隊のトーチカ8奇襲攻撃のドサクサに紛れてワン博士の手によりジョッシュ達に託された。
エピローグでは、エール・シュヴァリアーやブランシュネージュ、NVユニット等は連邦軍に接収され、管理下に置かれることになった。なお、ギリアム曰く「悪い様にはしない（解体処分はさせないという意味）」とのこと。

#### 探査機
エール・シュヴァリアー
リアル系主人公機。格闘戦向きの武装が多いが、射撃武器も装備している。両足の脹脛には「グラビティ・ボード」が装備されており、これを展開させ上に乗ることでホバー状態での高速移動も可能。本来は探査用の機体であるが、戦闘用に改修された。名前とは裏腹に主人公機中では唯一飛行不可能で、飛ばすには強化パーツで補わなければならない。白と青を基調としたカラーリングである。
余談だが、「全高22.3 m」と書かれているが、後頭部の鶏冠アンテナ部分は全高に含めないため矛盾する（そのため、右の機体諸元では、全高では無く頭頂高と記述している。鶏冠アンテナ先端部分迄を含むと全高28.3mになる）。
第2次OG
ジョッシュの搭乗機として登場。格闘戦を重視した機体。『D』に比べ重量の設定値が大幅に増大している。
OGMD
引き続き登場。Wゲージが追加され、換装武器を装備出来るようになった。
武装
サイファーガン / サイファーソード
ソード・ライフル両用のマルチウェポン。エール・シュヴァリアーを象徴する武器と言える。サイファーソードは巨大なエネルギーの刃を発生させる。サイファーガンはマシンガンのような弾薬を発射する（『OG』シリーズではビーム）。普段は腰部両側に携行している。通常の本機は右手にこの武装を、左手にシールドを装備するのが普通だが、二刀流での使用も可能。『OG』シリーズではバーストレイヴ時に二刀流となる。『OG』シリーズでのサイファーガンは変形せずにそのまま敵に向けてビームを放つ。
インパルスキャノン
背部に背負ったキャノン砲。使用時は半回転させ両肩から前面に突き出す形となる。エネルギー消費となっている。
『OG』シリーズではALL特性であり、弾数制に改められている。
また、ブースターへの変形ギミックはなくなっている。
ビーム・ラム
シールドの4つの十字型に配置されたビーム発生器から発射する、ビームのパイルバンカー。敵に接近してゼロ距離で発射し、意表を突いた攻撃が可能。『第2次OG』で追加され、サイファーソードの攻撃演出として使用する。ゲームでは未使用だが防御フィールドとしても機能する。

必殺技
バーストレイヴ
『D』ではサイファーソードで敵を切り刻んだ後、サイファーガンの零距離射撃を行う連続攻撃。
『OG』シリーズではシールドを捨てた直後にグラビティ・ボードを展開し、敵に接近しつつ敵の周りを反時計回りに旋回しながらサイファーガン二丁、頭部バルカン、サイファーソード二刀流の順で攻撃し、斬り上げた後にサイファーソードの最大出力でとどめを刺す。

ジェアン・シュヴァリアー
クリフ共々リ・テクが建造した、エール・シュヴァリアーの後継機。機体の大型化に伴い、フォルテギガスとは違い、レース・アルカーナをフル稼働に近い状態で使用することも可能。出力の高いジェネレーターを搭載したため、左腕に装備したハイパーアンカーアームで敵を捕獲して巨大ビームブレード（ネオビームブレード）で切り裂く「クローアンカーバースト」などの強力な武装が使用可能になっている。またブレードビットなど遠距離戦用の武装も搭載されている。エール・シュヴァリアー同様、白と青を基調としたカラーリング。
コアとなるエール・シュヴァリアーの脚部を含めた下半身が、位置的にはどことなく人型を思わせるウェポンボックスハンガーの頭部部分に収納された外見となっており、ゲーム中では分離は不可能となっていた。大気圏内では運用中は常に飛行しているため、地上（地面、床）や水中では運用できない。ただし、武器自体は水中に対しても使用可能で、ネオビームブレードやクローアンカーバーストなどで水中に突っ込むことも可能。
第2次OG
エール・シュヴァリアーとWBH（ウェポンボックスハンガー）「ジェアン・エール」がドッキングした形態。各部ブースターユニットの稼動範囲が広いため、巨体にも拘らず運動性が高い。
ジェアン・エールに装備されたワイヤード・アーム・コントローラーを用い右腕のネオ・サイファー・ソードと左腕のハイパー・アンカー・アームを操作することで格闘戦をもこなせる。ほかにゲームでは未使用だが、エール・シュヴァリアーを収める基礎部分に多目的ランチャーを装備している。
ジェアン・エールはパージして本来のエール・シュヴァリアーに戻す事が可能だが、通常は分離不可でありイベントでのみ分離している。ジェアン・エールにも動力とコックピットがあり、単独でも運用可能。
OGMD
引き続き登場。今回ではジェアン・エールをパージし、エール・シュヴァリアーに戻す機能が追加された。
武装
ネオインパルスランチャー（ネオ・インパルス・キャノン）
エール・シュヴァリアーにおけるインパルスキャノンに相当する武器。インパルスキャノン同様、エール・シュヴァリアーのブースター部から発射する。攻撃力はインパルスキャノンより低いが、EN消費ではなく弾数制の武器になった。なお、名称は変わっているものの、外観に変更は無い。
ブレード・ビット
ビームの刃がついた大量のビット兵器。敵に衝突し、切り刻んで攻撃をかける。『OG』シリーズでは、使用時に「シュンパティア、RCファンクション」という台詞がある事から、シュンパティアを使った特殊制御と思われる。
ネオ・サイファー・ガン / ネオサイファーブレード（ネオ・サイファー・ソード）
ウェポンボックスハンガーの右腕部に搭載された大型武装。サイファーソード同様に、ビームソードとビーム砲の使い分けが可能。格闘向きの装備はこれのみ。名称は『第2次OG』から。

必殺技
クロー・アンカー・バースト
ウェポンボックスハンガーの左側に搭載されているクローアンカーをドリル状に回転させながら発射し、敵機を貫いた後、アンカーで捕獲したところでネオビームブレードを展開させて突撃する。
攻略本のジェアン・シュヴァリアーの設定資料ではクローアンカーの名称が「クローアンカーバースト」となっている。
『OG』シリーズではネオ・サイファー・ガンでの牽制の後にクロー・アンカーで拘束。拘束した敵機を軸に回転しながらネオ・インパルス・キャノンをその敵に対して連射、最後は敵機を上空へ投げ、突撃を行いつつネオ・サイファー・ソードを最大出力で放出する。

ブランシュネージュ
クリフ開発の探査兵器。両腕を「アルスノーヴァ」という武器換装用ファイターから射出することで換装し、様々な攻撃が出来る。背部のウイングバインダーにより飛行可能。射撃戦向けの機体で、換装できる腕部の中にも格闘戦用のものがない。デフォルト状態での腕部には攻撃方法が指定されておらず、事実上デッド・ウェイトと化している。本来は探査用の機体であるが、戦闘用に改修され、ビームコートが装備された。また、アルスノーヴァとドッキングすることで、強力なレーザー兵器ラインロックランチャーを使用可能となる。白とオレンジイエローを基調としたカラーリングである。エール・シュヴァリアーと同じ理由で、頭頂高と表記している。
第2次OG
リムの搭乗機として登場。空中戦・射撃戦を重視した機体で、両腕を「ナン・シリーズ」と呼ばれる武装腕に換装することができる。ヴェクター・ガンとフォース・バスターはデフォルト状態の腕部の内蔵武器に変更された。またアルスノーヴァもウェポン・ボックス・ハンガーにカテゴライズされている。『D』に比べ重量の設定値が大幅に増大している。
OGMD
引き続き登場。
武装
ヴェクターガン
アルスノーヴァから射出され、両腕に装備する2連装短砲身エネルギー銃。
『OG』シリーズでは基本腕を使用し、両腕合わせて16門の砲口部分からレーザーを発射する。基本腕の名称は「ナン・アン」。
フォースバスター
アルスノーヴァから射出され、両腕に装備される砲撃モジュール。両腕に装備されたユニットの間でエネルギーをチャージして高エネルギーを発射する。
『OG』シリーズでは基本腕のカバーを展開させ、内部中央の砲門から発射する。
ナイトディメンション
アルスノーヴァから射出された長砲身エネルギー銃を両腕に換装し、分身して敵を攻撃する。このような機能があるものの、ブランシュネージュ自体に回避行動としての分身能力は備わっていない。
『OG』シリーズでは残像を残しつつ高速運動で射撃を繰り出し、最後に零距離射撃を浴びせるといった流れになっている。射出される武器腕の名称は「ナン・ドゥ」。
ラインロックランチャー
アルスノーヴァとドッキング（初期状態の腕はパージする）して放つ高出力レーザー砲。射程が長く威力も高い。MAP兵器版もある。
『OG』シリーズではマップ兵器時はアルスノーヴァの機首が展開、内部の砲門からレーザーを発射する。
通常攻撃時は「ナン・ドゥ、トロワ発射」の掛け声と共に、アルスノーヴァに装着されたナン・ドゥとナン・トロワから連続砲撃を行いつつ敵をロック、最後にアルスノーヴァの機首を展開させ極太のレーザーを発射する。
設定画ではナン・トロワがヴェクター・ガンとされているが、ゲーム中のヴェクター・ガンはナン・アンのモードの一つであり、ナン・トロワを装備する場面はない。

デア・ブランシュネージュ
ブランシュネージュがウェポンボックスハンガー「エクセルシオ・アルスノーヴァ」とドッキングした形態。ブランシュネージュの脚部を含めた下半身がエクセルシオ･アルスノーヴァの上部に収納された外見をしている。腕部の換装の必要無しに多彩な攻撃を繰り出せるほか、パッシブビットという防御用ユニットも持っている。ブランシュネージュには無かった格闘武器のガーディアンブレードを装備。接近戦にも対応可能となった。機体の大型化に伴い回避力が低下というデメリットもある。白とオレンジイエローを基調としたカラーリング。
エクセルシオ・アルスノーヴァは、パージして本来のブランシュネージュに戻す事が可能だが、マップ上では分離出来ない。
第2次OG
フェリオの要請でエリック・ワンが開発を進めていたNVユニットの一つ。ブランシュネージュと合体することで火力、機動力、レース・アルカーナの出力変換効率が上昇する。積載量はジェアン・シュヴァリアーを凌ぐがその分格闘戦能力では一歩劣り、基本的に射撃戦向きの機体である。
ブランシュネージュ本体とガーディアン・ブレードから成る「アルス・アン」、主にアクティヴ・ビットを収容する「アルス・ドゥ」、ヴェクター・ミサイルとクアドラプル・キャノンを備えた「アルス・トロワ」、ニュートロン・バスターおよびブースター・ユニットを有する「アルス・キャトル」の4つのウェポン・ボックスで構成される。ジェアン・シュヴァリアー同様独自にコックピットと動力をもち、単独での運用も可能。
OGMD
引き続き登場。ジェアン・シュヴァリアー同様、今回ではエクセルシオ・アルスノーヴァをパージし、ブランシュネージュに戻すことができる。
武装
ヴェクター・ミサイル（『D』では「ミサイル」）
前部に装備されたミサイルポッド。ランチャーユニットは6基ある。
レイヴ・レーザー
『第2次OG』で存在が明かされた武器。ガーディアンブレードの刀身部分に搭載された20門の追尾レーザー砲。通常はMAP兵器として使われ、ニュートロンバスターでも使用。
クアドラプル・キャノン（『D』では「デルタキャノン」）
上部に装備された2連装×2基の大型エネルギー砲。全4門。『第2次OG』で名称が変更された。
アクティブ・ビット
前部にある格納ユニットから射出される遠隔誘導式の射撃兵器。格納ユニットは4基ある。
アクティブビットを先行させて複数射出した後、デルタキャノンを連射してビットにより敵の方向へ反射させる。射程は長い。
『OG』シリーズではアクティブビット自体がビームを発射、敵を滅多撃ちした後、最後に花のように密集フォーメーションを取り一斉射撃する。ニュートロンバスターでも使用される（その際はアクティブビットの攻撃を防御用のパッシブビットで反射させる攻撃に変化）。
使用時に「シュンパティア、RCファンクション」という台詞がある事から、シュンパティアを使った特殊制御と思われる。
ガーディアン・ブレード
機体下部に装備された大型ブレード。50メートルオーバーのビームソードを出力し攻撃対象に向かって突撃、攻撃対象の頭上方向に向かって離脱しながら切りつける。『OG』シリーズでは横薙ぎに切りつける。
パッシブ・ビット
機体のいたるところに装備された防御用ビット。24機装備。通常は機体に格納された状態で作動するが、強力な攻撃を受けた際には射出して機体前方でフォーメーションを組み、バリアを展開する。その効果は高い。
『OG』シリーズでは防御の他にニュートロンバスターの攻撃中にも使用される。
ニュートロン・バスター
機体両側面に装備されたバインダーと一体になっている原子共鳴砲。使用時にはアームが展開し鑓状の物体が伸びてエネルギーをチャージ、爆発的なエネルギーを発射する。
『OGシリーズ』ではヴェクター・ミサイルを撃った直後、立て続けにアクティブ・ビットとパッシブ・ビットの連携（アクティブでかく乱射撃したものをパッシブで反射攻撃）によるオールレンジ攻撃、クアドラプル・キャノンとレイヴ・レーザーを撃って、最後にニュートロン・バスターでとどめを刺す。
『第2次OG』では、ニュートロン・バスターを撃つ直前のコクピット内のシーンでは、クリスが存在している時と居なくなった後で変わっている。
『D』ではMAP兵器版も存在だったが、『OGシリーズ』ではレイヴ・レーザーの追加に伴いオミットされた。

ガナドゥール
スーパー系主人公機の一角。「フィガ」と呼ばれる特殊な自律型兵器を初め、多くの内蔵武装を持つ。その反面、機体は大型化している。また特殊な重力制御装置を持ち飛行が可能。エール・シュヴァリアーやブランシュネージュと違い、最初から戦闘用として開発されたため、戦闘力は高い。青を基調としたカラーリングである。
第2次OG
フォルテギガスへの合体時は上半身に変形することが判明したが、マップ上では分離できない。
武装
ジェノサイドクロー
両腕のシールドから出力されるビームクロー。
エッジブラスター
両肩のユニットからビームを発射する。最も射程が長い。
ファルシオンセイバー
エネルギー剣。ファルシオンとは「幅広の剣」という意味で、その名の通り幅広の刀身を形成する。連続攻撃可能。
アルティメットランサー
ジェノサイドクローで攻撃、宙へと打ち上げてフィガを射出。敵機を破壊する。

必殺技
ヒートダイヴ
機体に高エネルギーをまとわせ、敵機に連続して体当たりする攻撃。
オルタネイトデュエル
ストレーガとの連携技。ストレーガがライトニングヴァイスで敵機を攻撃して宙へと打ち上げ、ガナドゥールがヒートダイヴでとどめを刺す。絶大な破壊力を持つ。
本格的に使用できるのはフォルテギガスに合体が可能になって以降であり、かつ副主人公を参入させなければ使えない。

ストレーガ
スーパー系主人公機。初期選択の主人公機の内で最も高い攻撃力と装甲を持つ。背部のマント状の部位には特殊結合膜を用いた装甲が施され、ビーム兵器に対する耐性を有している。またマントの内側にはグラヴィティ・フライトシステムが装備されており、単独での飛行も可能。プラズマ発生装置が搭載されているため電撃系の武器が多い。また、本機にはガナドゥールとの合体攻撃「オルタネイトデュエル」が設定されている。
エール・シュヴァリアーやブランシュネージュと違い、最初から戦闘用として開発された。オレンジイエローを基調としたカラーリングである。
第2次OG
フォルテギガスへの合体時は下半身に変形することが判明したが、マップ上では分離できない。
武装
スタンパンチ
プラズマをまとった拳で敵機を殴りつける。命中率低下効果が付いている。連続攻撃可能。
ライトニングショット
右腕から電撃を発射する。
エレクトリックキューブ
プラズマを立方体状に収束させ放つ。射程が長く威力も高い。
サンダークラッシュ
格闘攻撃を繰り出したのち、敵機の頭上から拳を突き下ろして粉砕する。

必殺技
ライトニングヴァイス
敵に肉迫して両腕を押しつけてプラズマを発生させダメージを与え、宙へと打ち上げて頭上から拳を振りおろし粉砕する。
オルタネイトデュエル
ガナドゥールの項を参照。

フォルテギガス
ガナドゥールとストレーガが合体した機体。2体分のレース・アルカーナを一機で使用することにより絶大なパワーを発揮できる。クリフが言うには「理論上は無限のパワーを持っている」とのことだが、ボディ強度の問題もあり、現状では最大出力での動力運転に耐えることはできない。武器はガナドゥールの持つフィガを変形させて使用。元々はインベーダーが大量に襲来した際の決戦兵器として使用する予定だったとされている。
第2次OG
ルイーナを含めた強大な敵や、多数の敵との戦闘を想定している。WBHを装備した前述の他の2機よりも小型、かつ同等の戦闘力を持った特機として設計されていたが、コスト面から建造が見送られていた。ゲームでは一定条件を満たすと隠しユニットとして登場する。
攻撃演出としてガナドゥールとストレーガへの分離やフォルテギガスへの再合体が表現されている。エリック・ワン博士によるとレース・アルカーナは簡単に着脱が可能であり、ジョッシュ機とリム機の物を積み替えて運用している。
OGMD
通常ユニットとして登場、今回はリムとグラキエースからサブパイロット選択が可能である。
武装
ムーンサークル
2基のフィガを連結してリング状のビームを発生させ、投擲する。『OG』シリーズでは、連結したフィガからビームを展開し、そのまま回転させた状態で投擲する技として演出されている。
ストームブレード
エネルギー剣。フィガからビームを出力する。使用時は二刀流である。連続攻撃可能。
ビームハンマー
フィガからビームでつながれた巨大なエネルギーの塊を発生させ、敵にたたきつける。半端に射程が長く、EN消費も多いので使い勝手は悪いが、それ相応の威力を誇る。『OG』シリーズでは使用武器としては登場せず、設定されているかも不明。
コンビネーション・デュエル
『OG』シリーズでビームハンマーの代わりに追加された武装。ガナドゥールとストレーガに分離し、両機がエッジブラスターとライトニングショットを放つ。
ギガブラスター
胸部を展開してジェネレータ直結の高出力ビームを、両肩のエッジブラスター、両腰のライトニングショットと共に放つ。その際の膨大な熱量はフェイスオープンさせた口部から放出して冷却する。射程が長く威力も高い。
マップ兵器時は胸部からのビームのみ。

必殺技
ライアットバスター
フィガから強大なエネルギーを放出・収束させて刀身を形成、並列にフィガを連結して突撃、急上昇し敵機の頭上から縦一文字に叩き切る。凄まじい威力がある。
『OG』シリーズでは、一旦ガナドゥールとストレーガへと分離し、ガナドゥールがヒートダイヴをしながらジェノサイドクローで対象を切り上げ、ストレーガがエレクトリックキューブで敵を封じ込めた所へ、両手に持ったフィガを連結させ、最大出力の巨大剣で突撃して叩き切るという一連のモーションとなっている。

### ルイーナの機動兵器
アンゲルス / アンゲルスS
ルイーナの量産機。運動性の高い高機動タイプ。ビームブレードで相手に突撃する。アンゲルスSは強化版で、腕部と脚部が増設され完全な人型となっている。『第2次OG』ではアンゲルスSは登場しない。
ベルグランデ / ベルグランデS
ルイーナの量産機。ハンマーやロケットパンチなどの白兵戦向け武器を装備する重装甲ユニット。ベルグランデSは頭部とハンマーに突起が増えている。『第2次OG』ではベルグランデSは登場しない。
スカルプルム / スカルプルムS
ルイーナの量産機。およそマシーンとは思えない有機的な外観を持ち、棘を飛ばしたり尻尾で殴ったり噛み付いたりと攻撃方法も生物的。自己修復機能がある。『D』では有人機だが、『第2次OG』ではAI制御による半生体兵器となっている。スカルプルムSは『第2次OG』には登場しない。
フォルティス・アーラ
アクイラの搭乗機。遠近ともにバランスのよい武装を持ち、大量のミサイルを肩と胸に搭載している。両腕は武装ユニットであり、マニピュレータを持たない。なお、メリオルエッセの機体は、5機とも武器攻撃力が2300・2500・2700・2900で統一されている。
武装
サギッタルーメン
両腕部を展開してビームを放つ。
ウィリテグラディウス
両腕部からビームソードを発生させ、突撃して突き刺す。ファービュラリスが持つ同名の武装とは別物。
ディールプティオー
MAP兵器。サギッタルーメンとアクションは同じ。

必殺技
カリドゥムサギッタ
両腕を広げて全身からミサイルを撃ち上げ、敵機の上から降り注がせる。『第2次OG』ではミサイルを撃った後、額からサーチライトを照らし、それに当たった敵に対しミサイルが向きを変えて襲い掛かる。

インペトゥス
イグニスの搭乗機。炎をイメージさせる外観を持ち、そのデザイン通り炎を使った攻撃を仕掛けてくる。両腕は火炎放射器のようになっており、フォルティス・アーラ同様マニピュレータを持たない。一部の武器使用時には形態がやや変化する。
武装
カオスラディウス
両腕から炎を放つ。
グラウェ・フランマ
MAP兵器。背部ユニットを展開し、胸部から炎を放つ。
エクスハラティオー
グラウェ・フランマの通常攻撃版。

必殺技
フォルテアルム
両腕から炎の刃を出力し、敵機の周りを回りながら切り刻む。『第2次OG』では吹き出した炎によって5本指の手を形成した後、本体から放たれる強力な火炎と複数の火柱で攻撃し、炎の手で握り潰す演出となった。

ファービュラリス
グラキエースの搭乗機。氷をイメージさせる外観通り、氷を飛ばして攻撃する。『D』においては条件を満たせば男主人公ルートのみ入手可能で、その場合は破壊されたコア部分に重傷を負って戦線離脱したリムの機体のコアを移植して修理される。『第2次OG』においては紆余曲折の末に仲間となる。銃器状の武器と、剣と一体化したシールドを装備。ボディとシールドから強力な冷気を発する。
武装
サギッタルーメン
手にした銃器状の武装から光線を放つ。『第2次OG』では冷気をまとったエネルギー（冷気そのもの?）を放ち、受けた敵の各部が凍りつく。
ステルラ・プルウィア
全方位型MAP兵器。背中のウイング各所に装備された羽根状のパーツを分離、氷をまとわせ全方位へ乱射する。
ウィリテグラディウス
唯一の格闘武器。剣で斬りつける。この剣は盾としての機能も持ち、シールド防御時にも使用する。
『第2次OG』ではシールド部分のダクトからX字状に冷気を放出して剣に氷の刃をまとわせ、敵を貫いた後、敵内部に残された氷の刃から成長するようにして数本の巨大な氷柱が出現、爆発と共に粉々になる。

必殺技
コンゲラティオー
光背状のユニットから射出した氷の礫を巨大化させ、敵機に向かって一斉に放つ。
『第2次OG』では機体各所のダクトから冷気を敵周辺に向けて放出し、分離した羽根状のパーツに氷をまとわせ、敵機とその周辺を凍らせる。最後に射撃武器に形成した氷のエネルギー結晶の先端を巨大な槍に変化させ敵を貫く。貫かれた敵と周辺は凍結・結晶化し、爆発と共に飛散する。味方時のみ、とどめ演出でグラキエースのカットインが入る。

ストゥディウム
ウェントスの搭乗機。ワイバーンモードと称される形態に変形可能。『D』では敵として登場することはなく、女主人公の場合は条件を満たすと入手可能。その場合は重傷を負って戦線離脱したジョッシュの機体のコア部分を移植することになる。第25話「運命の風」で出現したが、グラキエースにあっさり追い返された。名称がラテン語で統一されているルイーナの機動兵器において、本機のみ武装名が英語になっている。『第2次OG』ではラテン語の名称に変更された（以下、括弧内に表記）。
武装
ワイバーンショット（ラピドゥス・ラディウス）
両腕のブレードから光線を放つ。
ワイバーンバンカー（ドラコ・クラーウィス）
ワイバーンモードに変形してショットを乱射し、それを追いかけるように両手を広げ、エネルギーを結晶化させたパイルバンカーを突き出して突撃する。

必殺技
ワイバーンシザース（ドラコ・フォルフェクス）
変形して敵機をブレードで切り刻んだ後、人型に戻って神速の連続斬りを浴びせる。方位指定型のMAP兵器版も存在。
『第2次OG』では、変形して両腕の剣からビームの刃を発生させ敵を斬り上げた後、高速で往復しながら連続して切りつけ、追尾レーザーで敵の動きを止めつつ高速で先回りし、両腕の「ドラコの剣」で貫き両外へ切り裂く。さらに人型に変形して剣を刺し、最大出力で長大なビームの刃を発生させてハサミのように真っ二つにする。
MAP兵器版では、ワイバーンモードの両腕に発振させた巨大ビームブレードで斬り付けた後、連続で突撃し、最後に人型に戻って再度ブレードで斬り裂く。

ウィオラーケウム
コンターギオの搭乗機。有機的デザインの半生体兵器で、両腕の顔で噛み付いたり、ビームを放ったり、触手を伸ばしたりといった攻撃を行なう。
武装
コルヌーテルム
ラテン語で「不快、痛烈」。全身の口から光弾を放つ。
アキドゥス
ラテン語で「角の武器」。全身から触手を伸ばして相手に絡める。
ファタ・モルガナ
MAP兵器。全身から触手を伸ばして広範囲に攻撃する。ザインの同名の武装とはまったく異なる。

必殺技
アートルム・ネブラ
ラテン語で「黒い霧」。突撃して全身の口で噛み砕く。『第2次OG』では毒ガスを吹き出して敵の動きを封じた後、両腕の触手を伸ばして捕縛、胴体の開口部で敵を挟み込んで固定し両腕の触手で食い千切るように攻撃、最後に挟み込んでいた胴体開口部で挟み潰してダメージを与える。

プリスクス・ノクス
ウンブラの搭乗機。鋭角的デザインの機体で、爪や棘や円盤投げで攻撃する。1体で1部隊を壊滅させたらしい。
武装
ウェルテクス
MAP兵器。柱状の黒いエネルギーを放つ。
カオスラディウス
ラテン語で「カオスの忠告」。両肩のチャクラムを切り離して投げつける。インペトゥスの同名の武装とはまったく異なる。
ウィースグランデ
背部からミサイルを放つ。『第2次OG』では発射した針状のユニットからエネルギーを照射してダメージを与える技に変更。

必殺技
フォルテアルム
両手のクローを展開し、高速移動しながら切り刻む。

ファートゥム
「破滅の王」ペルフェクティオの機体で『D』本編のラストボス。
巨大な男女の頭が左右の腕にあり（『第2次OG』では「絶望の男面」「恐怖の女面」と称される）、これを飛ばしたりビームを出したりと武装として用いる。便宜上ペルフェクティオの専用機とするが、実質的には別の平行世界に存在するペルフェクティオ（破滅の王）の本体から流れ込んだ負のエネルギーが機動兵器の形で実体化した存在であり（ペルフェクティオ自身は「機械体」や「機械の器」と称している）、ファブラ・フォレースからエネルギー供給がなされる限り何度でも再生し復活する。しかし最後にはトレーズの特攻によりファブラ・フォレースの向こう（「破滅の王」の本体のいる世界）に無理やり押し込まれ、その間にファブラ・フォーレスが破壊されたことで実体化できなくなり消滅した。
『第2次OG』では回復能力で鋼龍戦隊を追い込むも、イルイの念が協力したことにより回復能力が失われファートゥムは撃破される。『D』と同様に「破滅の王」の本体がクロスゲートから出ようとしたが、突入したウェントスが鍵となってクロスゲートを閉じたことにより封印される（消滅した）。
武装
テネブラエ
両手の「絶望の男面」と「恐怖の女面」の顔の目や口からそれぞれ砲門を1門ずつ展開し光弾を連射する。
ウルティムム
本体腹部、両手の顔から負のエネルギーを放射。自機中心型のMAP兵器版が存在。『第2次OG』では本体腹部にある口から嘔吐するように闇の濁流を吐き出す。
オルクステレブラー
両手の顔からドリルを突き出し、敵機を貫く。コンボ対応。『第2次OG』では両手の顔から煙のような闇を噴き出して視界を遮った後、絶望の男面が敵機の背後に現れて口から出したドリルで貫き、そのまま回転する。

必殺技
エデッセサペレ
両手の顔を分離して射出。巨大化した顔からさらに無数の子機を吐き出して敵機を噛み砕き、最後に両側から挟みこんで破壊する。射程が1しかないため隣接しなければ使って来ない。
『第2次OG』においては射程も伸びており技自体も変わっている。両手の顔の部分を射出し、その仮面から叫び声のような衝撃波を相手に浴びせて異空間へと引きずり込み、相手を挟むように配置された両腕の顔が吐き出した液状のもので相手を覆い地面に叩きつけ、ファートゥム内部からペルフェクティオ自身が現れて彼自身がトドメを刺す演出となっている。ペルフェクティオがトドメを刺すシーンでは、体を乗っ取られたフェリオ・ラドクリフとペルフェクティオ自身の記憶がない交ぜになったような歪んだ映像が一瞬流れる。

## 設定
ブルー・スウェア
本作の部隊名。プレイヤー側で変更可能。命名者はウッソ・エヴィン、提案はトレーズ・クシュリナーダ。「蒼い誓い」という意味である。当初はノヴァンブル条約同盟軍と呼ばれていたが、長すぎるうえに発音しづらいので、この名前に改められた。所属艦艇はラー・カイラム、バトル7、タワー。
ブルー・スウェア命名前には、アムロ・レイが「マーチウィンド」という『スーパーロボット大戦64』の部隊名を挙げようとするが、言い切る前にルクレツィア・ノインに止められる。
ノヴァンブル条約
地球消失事件を共同で解明するためにOZ、ネオ・ジオン、リガ・ミリティア、マクロス7船団が結んだ同盟条約。この条約によって結ばれた同盟軍をノヴァンブル条約同盟軍と呼んだが、名前が長すぎるのでブルー・スウェアに改められた。
ちなみに名称のノヴァンブルとは、フランス語で11月を意味しており、条約が締結された次期が11月であった事に由来する。
ルイーナ関連
ファブラ・フォレース
南極遺跡の最深部に設置されていた、この世界と異次元とをつなぐある種の「門」。フェリオ・ラドクリフ博士を始めとするリ・テクノロジスト達がこれを偶然起動させてしまったことから、ルイーナ発生の原因となった（これにより地球の一時隔絶という現象が発生するが、この事件によってアクシズ落としは阻止され、地球は核の冬から救われた）。ルイーナとの最終決戦の際には、ペルフェクティオとファートゥムに無限のエネルギーを供給し続けたものの、トレーズの特攻によりこれが途絶。ブルー・スウェアの集中攻撃を受け完全に破壊された。
スパロボ学園
『D』のカートリッジをダブルスロットすると、強化パーツとして「ファブラ・フォレース」が手に入る。
第2次OG
クロスゲートの一つ。また、ペルフェクティオ自身からも詳細が語られ、過去に人類ではない生命体による超古代文明が作ったものであり、メリオルエッセおよびルイーナ遊撃軍の発生により「破滅の王」本体がここより侵攻を試みたため、自らの滅亡と引き換えに封印したという事が明らかとなった。ラ・ギアス事件の直後に『D』と同様の原因で起動するが、封印戦争の最終局面でウェントスがクリスの人格と共にクロスゲートへ突入し、再度封印する。
OGMD
封印を行ったのがフューリーである事が判明する。その際に用いられたのがグランティード・ドラコデウスだった。

メリオルエッセ
ペルフェクティオが生み出した人造人間。ペルフェクティオの意によって、負の感情を集めるために世界各地の都市を滅ぼしている。感情を与えられていない存在とされているが、グラキエース、ウェントス、アクイラ、イグニスらはそれを獲得している。当初からペルフェクティオにとっては使い捨ての存在だったらしく、DNAに崩壊因子が組み込まれ、老化を抑制する遺伝子がないため寿命は約3年。ベースとなったのはファブラ・フォレース発動時、遺跡地下にいたフェリオ・ラドクリフ及び発掘チームと思われるが、詳細は不明。
第2次OG
ペルフェクティオがフェリオの記憶からイメージして作りだしたものとなっている。また、ペルフェクティオ自身の発言によれば、本来メリオルエッセは、「破滅の王」本体が放った「鍵」と呼ばれる「破滅の王」本体が通るための異次元の門を開閉、および破滅の王の糧となる知的生命体の負の感情の調査する装置が他の次元に漂着した際、それに触れた知的生命体が「破滅の王」に乗っ取られて誕生するものである。フィリオが見つけた「シュンパティア」の正体とは鍵の複製品であり、そのためオリジナルの鍵とは異なり触れても即座にメリオルエッセとならなかった。クリアーナ・リムスカヤに生じた人格「リム（リアナ）」の正体は、シュンパティアに触れたことで流れ込んだメリオルエッセとしての魂であり、クリアーナが時間の経過とともに本来の人格「クリス」ではなくリムの人格が主体となっていったのは、彼女が徐々に完全なメリオルエッセへとなっていったためである。また、ジョッシュもメリオルエッセ化の兆候が見られており、グラキエースとの共鳴はそれが原因とされている。
『第2次OG』ではウンブラが、イグニスとグラキエースの誕生前にメリオルエッセは5人作られた（そのうち4人はウンブラ、コンターギオ、アクイラ、ウェントス）と言っているが、上記のよう5人目はペルフェクティオがフィリオのイメージからウンブラらを創造する以前にシュンパティアによって誕生したリムのことを示している（ウンブラらは「すでに1人メリオルエッセが誕生している」ことを認知していたが、誰かまではペルフェククティオしか把握していなかった）。

ミーレス
ルイーナの一般兵の名称。『第2次OG』では顔全体を隠すヘルメットに変更され、戦闘時台詞には女性的なボイスが追加されている。
ルイーナ遊撃軍
ルイーナが用いた実働部隊。破滅の王をこの世界に招くためには、死にゆく者の恐怖や苦痛といった無数の負の感情が不可欠であるため、民間人も含め各地で殺戮を繰り返した。兵員、兵器とも非常に強力な軍勢であり、自軍以外の部隊はもっぱら劣勢を強いられていた。地球上にいくつか生産拠点があり、コンターギオの発言ではこの生産施設を移動しながら戦力増強を行っているらしい。

## 開発
前作『スーパーロボット大戦R』が簡単すぎたということもあり、本作は難易度がやや高めに設定されている。
戦闘アニメーションはそれほど動かさない予定だったが結局動くようになり、『第2次スーパーロボット大戦α』のものをアレンジした演出もある。また、発生するカットインの数も前作までより大幅に増えた。これは変化をつけるのに一番効果的な手法なため。
『機動戦士ガンダム 逆襲のシャア』のギュネイ・ガスは男主人公の友人になるなど出番が多い。これは『スーパーロボット大戦IMPACT』『R』『第2次α』と『機動戦士ガンダム 逆襲のシャア』のストーリーが続いていたため、違う展開にしたかったのと、男主人公と絡めやすいキャラクターはギュネイしか存在せず、話の流れ上必然的にそうなったという。

## スタッフ
プロデューサー
菊池博
寺田貴信
じっぱひとからげ
ディレクター
赤羽仁
シナリオ
鏡俊也
オリジナルキャラクターデザイン
鈴木幸江
オリジナルロボットデザイン
大輪充
藤井大誠

## プロモーション

### テレビCM
CMのナレーションは2バージョンあり、1つが今作で初登場した『マクロス7』の熱気バサラ（神奈延年）とミレーヌ・F・ジーナス（櫻井智）の初参戦を喜ぶ会話。もう1つが『機動戦士ガンダム 逆襲のシャア』のシャア・アズナブル（池田秀一）が冒頭部の地球消滅を間近に見て驚くもの（ちなみに『マクロス7』verでも最後にミレーヌが「地球が消えちゃう!?」と発言する）。

## 関連商品

### 攻略本
- スーパーロボット大戦D パーフェクトガイド ISBN 9784797324693
- スーパーロボット大戦D ザ・コンプリートガイド ISBN 9784840224963
- スーパーロボット大戦D パーフェクトバイブル ISBN 9784757715905
- スーパーロボット大戦D 爆烈戦闘伝導書 ISBN 9784087792607
- スーパーロボット大戦D パーフェクトファイル ISBN 9784047071285
- スーパーロボット大戦D ディープファイル ISBN 9784575164046

### コミック
スーパーロボット大戦D 4コマKINGS
2003年12月15日初版、一迅社、DNAメディアコミックス。ISBN 9784758001465
複数作家による二次創作4コマ漫画。
スーパーロボット大戦D コミックアンソロジー 勝利の歌
2003年11月15日初版、一迅社、DNAメディアコミックス。ISBN 9784758001410
複数作家による二次創作短編漫画。
スーパーロボット大戦D 4コマギャグバトル
2003年11月10日初版、光文社、火の玉ゲームコミックシリーズ。ISBN 9784334805944
複数作家による二次創作4コマ漫画。
スーパーロボット大戦D コミックアンソロジー 青き地球の勇士たち
2003年12月10日初版、光文社、火の玉ゲームコミックシリーズ。ISBN 9784334805951
複数作家による二次創作短編漫画。
スーパーロボット大戦D 4コママンガ笑スタジアム
2004年1月20日初版、宙出版、おおぞら笑コミックス。ISBN 9784776711797
複数作家による二次創作4コマ漫画。
スーパーロボット大戦D アンソロジーコミック〜大爆裂!
2003年11月14日初版、宙出版、おおぞら笑コミックス。ISBN 9784776711568
複数作家による二次創作短編漫画。
スーパーロボット大戦D アンソロジーコミック 戦士たちの闘宴
2004年1月5日初版、エンターブレイン、ブロスコミックスEX。ISBN 9784757716773
複数作家による二次創作短編漫画。
スーパーロボット大戦D コミックギルド
2003年12月25日初版、角川書店、角川コミックス。ISBN 9784048537124
複数作家による二次創作短編漫画。